# Onde sismique
 (avril 2016).
Pour les articles homonymes, voir onde (homonymie).

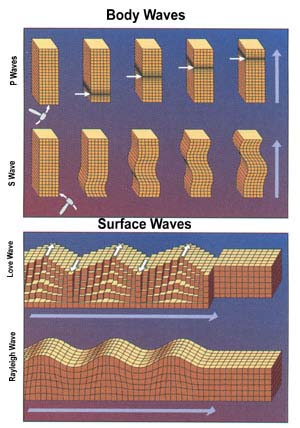
Différentes ondes sismiques.

Les ondes sismiques, ou ondes élastiques, sont des mouvements vibratoires qui se propagent à travers un milieu matériel et peuvent le modifier irréversiblement si leur amplitude est suffisante. Elles sont engendrées par un événement initial, généralement un séisme. L'impulsion de départ déplace des atomes, qui en poussent d'autres à leur tour avant de reprendre leur place, ces déplacements oscillatoires se propageant ensuite de proche en proche. Un séisme émet des ondes dans toutes les directions de l'espace.
La physique des milieux élastiques est régie par l'équation de Navier, qui implique l'existence de deux grands types d'ondes, mises en évidence expérimentalement : les ondes de volume qui traversent l'intérieur de la Terre et les ondes de surface qui se propagent dans une couche d'épaisseur limitée en suivant la surface terrestre. Les ondes de volume se subdivisent par ailleurs en ondes longitudinales (ondes P) et transversales (ondes S). Sur les enregistrements des sismographes, les ondes P, S et de surface se succèdent ou se superposent. Leur vitesse de propagation et leur amplitude sont modifiées par les structures géologiques qu'elles traversent ; c'est pourquoi les signaux enregistrés sont la combinaison d'effets liés à la source, aux milieux traversés et aux instruments de mesure.

## Différents types d'ondes
Le sismologue Richard Dixon Oldham identifie les ondes P et S en 1910 en étudiant le séisme d'Assam de 1897 (en). En différenciant dans ces sismogrammes deux types d'ondes sismiques, il met en évidence une zone d'ombre et en déduit l'existence d'une structure distincte du manteau terrestre, à savoir le noyau liquide.

### Ondes de volume
Elles se propagent à l'intérieur du globe. Leur vitesse de propagation dépend du matériau traversé et, d'une manière générale, elle augmente avec la profondeur car le matériau traversé devient plus rigide. Pour un matériau donné, la masse volumique augmente généralement moins vite avec la pression que la rigidité, ce qui se traduit par une corrélation positive simplement apparente entre la masse volumique et la vitesse .
On distingue :
- les ondes P ou ondes primaires, appelées aussi ondes de compression (en anglais Pressure waves) ou ondes longitudinales. Le déplacement du sol qui accompagne leur passage se fait par des dilatations et des compressions successives. Ces déplacements du sol sont parallèles à la direction de propagation de l'onde. Elles se propagent dans tous les milieux et sont les plus rapides (autour de 6 km/s près de la surface), parcourant le chemin le plus court, même par noyau terrestre, et sont donc les premières enregistrées sur les sismogrammes. Elles sont responsables du grondement sourd que l'on peut entendre au début d'un tremblement de terre.

Onde P plane.
Onde P sphérique.

- les ondes S ou ondes secondaires, appelées aussi ondes de cisaillement (Shear waves) ou ondes transversales. À leur passage, les mouvements du sol s'effectuent perpendiculairement au sens de propagation de l'onde. Ces ondes ne se propagent pas dans les milieux liquides, elles sont en particulier arrêtées par le noyau externe de la Terre. Leur vitesse est d'environ 4 km/s. Elles apparaissent en second sur les sismogrammes.

Onde S plane
Onde S sphérique

Ondes P et S se séparant avec la propagation.

La différence des temps d'arrivée des ondes P et S suffit, connaissant leur vitesse, à donner une indication sur l'éloignement du séisme. On peut ainsi localiser son épicentre à l'aide de trois sismogrammes (par triangulation).
Les ondes de corps se propagent comme toutes les ondes, et en particulier comme les rayons lumineux : elles peuvent être réfléchies ou réfractées, c'est-à-dire déviées à chaque changement de milieu, au passage manteau-noyau par exemple. Elles peuvent ainsi suivre des trajets très complexes à l'intérieur de la Terre. Leur temps de parcours dépend de ce trajet, elles n'arrivent pas toutes en même temps au même endroit.

### Ondes de surface
Ce sont des ondes guidées par la surface de la Terre, comme les rides formées à la surface d'un lac. Elles sont moins rapides que les ondes de volume ; leur amplitude en surface est généralement plus forte, mais décroît rapidement avec la distance à la surface qui les guide.
On peut distinguer :

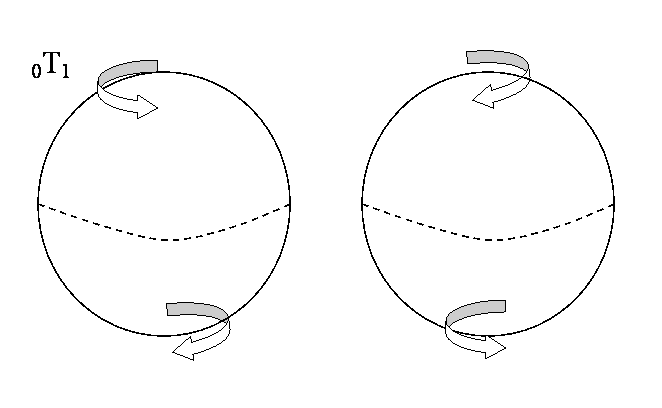
Mode fondamental de l'oscillation torroïdale

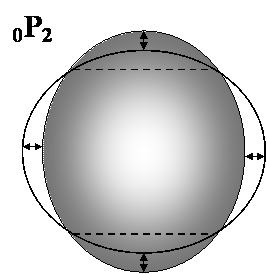
Mode fondamental de l'oscillation sphéroïdale

- les ondes de Love (ondes L), découvertes par Augustus Edward Hough Love en 1911. Leur déplacement est comparable à celui des ondes S mais sans le mouvement vertical. Elles provoquent un ébranlement horizontal à l'origine de nombreux dégâts aux fondations des édifices qui n'ont pas été construits selon des normes parasismiques. Les ondes de Love se propagent à environ 4 km/s ;
- les ondes de Rayleigh (ondes R), découvertes par John William Strutt Rayleigh en 1885. Leur déplacement est complexe, assez semblable à celui d'un objet au sein d'une vague.
- Les oscillations libres de la Terre sont des ondes stationnaires, résultat de l'interférence entre deux ondes de surface se déplaçant dans des directions opposées. L'interférence des ondes de Rayleigh donne lieu à une oscillation sphéroïdale S, tandis que l'interférence des ondes de Love donne lieu à une oscillation toroïdale T. Les modes d'oscillation sont spécifiés par trois nombres, par exemple nSlm, où l est le nombre d'ordre angulaire (ou degré harmonique sphérique). Le nombre m est le numéro d'ordre azimutal ; il peut prendre (2l+1) valeurs, de −l à +l. Le nombre n est le numéro d'ordre radial ; il spécifie Le nombre de passages par zéro de l'amplitude le long d'un rayon. Pour une Terre à symétrie sphérique, la période pour n et l donnés ne dépend pas de m. Quelques exemples d'oscillations sphéroïdales sont le mode « respiration » 0S0, qui implique une expansion et une contraction de la Terre entière et a une période d'environ 20 minutes, et le mode « rugby » 0S2, qui implique des expansions le long de deux directions alternées, et a une période d'environ 54 minutes. Le mode 0S1 n'existe pas car il nécessiterait un changement du centre de gravité, ce qui exigerait une force extérieure[3].
   Parmi les modes toroïdaux fondamentaux, le mode 0T1 représente des changements dans le taux de rotation de la Terre ; bien qu'il se produise, il est beaucoup trop lent pour être utile en sismologie. Le mode 0T2 décrit une torsion des hémisphères nord et sud l'un par rapport à l'autre ; sa période est d'environ 44 minutes[3].
   Les premières observations des oscillations libres de la Terre ont été réalisées à partir des enregistrements du séisme de 1960 à Valdivia. Actuellement, les périodes de milliers de modes ont été observées. Ces données sont utilisées pour déterminer les structures à grande échelle de l'intérieur de la Terre.

## Vitesses sismiques
La vitesse sismique est la vitesse de propagation d'une onde sismique, le plus souvent simplement appelée « vitesse ».

### Ondes P
{\displaystyle v_{\mathrm {P} }={\sqrt {\frac {\lambda +2\mu }{\rho }}}={\sqrt {\frac {K+{\frac {4}{3}}\mu }{\rho }}}}
où :
- {\displaystyle \lambda } et {\displaystyle \mu } sont les coefficients de Lamé du matériau à travers lequel se propage l'onde ({\displaystyle \mu } est aussi le module de cisaillement, également noté {\displaystyle G}) ;
- {\displaystyle \rho } est la masse volumique du matériau ;
- {\displaystyle K\left(=\lambda +{\tfrac {2}{3}}\mu \right)} est le module d'élasticité isostatique, également appelé incompressibilité isentropique (ou adiabatique) car c'est l'inverse de la compressibilité isentropique {\displaystyle \chi _{S}={\frac {1}{\rho }}\,\left({\frac {\partial \rho }{\partial P}}\right)_{S}} (où {\displaystyle P} désigne la pression et {\displaystyle S} l'entropie).

Modèle IASP 91.

### Ondes S
{\displaystyle v_{\mathrm {S} }={\sqrt {\frac {\mu }{\rho }}}}
où :
- {\displaystyle \mu } (également noté {\displaystyle G}) est le module de cisaillement du matériau à travers lequel se propage l'onde (c'est aussi le second coefficient de Lamé) ;
- {\displaystyle \rho } est la masse volumique du matériau.

### Modèles de vitesse dans la Terre
Il existe plusieurs modèles géophysiques de la planète Terre décrivant la vitesse des ondes P et S en fonction de la profondeur. Certains sont devenus des standards internationaux pour les scientifiques : PREM et IASP 91. De manière générale la vitesse augmente avec la profondeur mais elle peut aussi baisser, de façon continue comme dans la LVZ, ou de façon discontinue (saut brusque) comme à l'interface manteau-noyau.

## Nomenclature
Les différentes ondes de volume enregistrées par un sismomètre sont désignées par un code associé au diagramme de rais (figure).
Une lettre majuscule correspond à une onde d'un certain type se propageant dans un certain milieu, une lettre minuscule correspond à une réflexion sur une certaine interface :
| P | onde P se propageant dans le manteau                |
| S | onde S se propageant dans le manteau                |
| K | onde P se propageant dans le noyau externe          |
| I | onde P se propageant dans le noyau interne          |
| J | onde S se propageant dans le noyau interne          |
| c | réflexion à l'interface manteau/noyau externe       |
| i | réflexion à l'interface noyau externe/noyau interne |

Diagramme de rais : différents trajets d'ondes et codes associés.

Un rai sismique est ainsi défini en combinant ces lettres. Par exemple, une onde qui réalise le chemin PKP correspond à une onde P qui s'est propagée dans le manteau, puis dans le noyau externe pour ensuite retourner dans le manteau.